# Noord-Jemen
Noord-Jemen omvat zoals de naam al zegt het noordelijke deel van Jemen. In de geschiedenis waren er twee landen die deze naam als bijnaam hadden:
- Mutawakkilitisch Koninkrijk Jemen (1918-1962)
- Jemenitische Arabische Republiek (1962-1990)

In 1990 ging Noord-Jemen samen met Zuid-Jemen om het huidige land Jemen (Jemenitische Republiek) te vormen.